# Harte Ziele
Harte Ziele ist ein US-amerikanischer Actionfilm von Regisseur John Woo aus dem Jahre 1993. Die Hauptrolle spielt der belgische Schauspieler Jean-Claude Van Damme.

## Handlung
Die junge Natasha zieht auf der Suche nach ihrem Vater Douglas Binder durch New Orleans Straßen. Da diese für eine junge Frau nicht ungefährlich sind, erhält sie den Ratschlag, sich jemanden zu suchen, der sie bei ihrer Suche begleitet und auf sie aufpasst. Als sie von einigen Kleinkriminellen angegriffen wird, kommt ihr der arbeitslose Matrose Chance Boudreaux zur Hilfe. Dieser willigt ein, sie gegen die Summe von 217 Dollar, mit der er seine Schulden bezahlen will, zwei Tage lang zu begleiten. Natasha erfährt kurz darauf von dem Tod ihres Vaters, der die letzte Zeit auf der Straße gelebt hat und angeblich bei einem Brand ums Leben kam. Durch eigene Nachforschungen finden die beiden jedoch heraus, dass Douglas Binder einer Gruppe Menschenjägern auf den Leim gegangen ist, die vom reichen Emil Fouchon geführt wird und Obdachlose mit Bargeld und die Aussicht auf ein besseres Leben anlockt um diese als lebende Zielscheibe für ihre Jagdspiele zu benutzen. Nun werden Chance und Natasha selber zur Zielscheibe.
Chance tötet eine Handvoll Menschenjäger und flieht mit Natasha zu seinem Onkel Douvee, um mit dessen Hilfe Fouchon und den Rest seiner Männer zu besiegen. In einem Lagerhaus kommt es schließlich zum Showdown, bei dem Chance, Douvee und Natasha alle Menschenjäger inklusive Fouchons engstem Mitarbeiter Pik van Cleef töten. Fouchon sticht Douvee mit einem Pfeil in die Brust und nimmt Natasha als Geisel, doch Chance gelingt es, eine Granate in Fouchons Hose zu stecken. Fouchon schafft es nicht, die Granate rechtzeitig zu entschärfen und stirbt bei der folgenden Explosion. Chance, Natasha und Douvee verlassen daraufhin das Lagerhaus.

## Trivia
- Der Hongkonger Regisseur John Woo gab hier sein US-Regiedebüt.
- Das Budget des Films lag bei etwa 18.000.000 US-Dollar.[2]
- Der Film spielte weltweit 74.189.677 US-Dollar an den Kinokassen ein.[3]
- Der Film musste insgesamt sieben Mal der MPAA vorgelegt werden, um das R-Rating als Altersfreigabe zu bekommen. Vorherige Schnittfassungen erhielten auf Grund der Gewaltdarstellungen nur ein NC-17-Rating.
- Die deutsche Kinofassung entsprach dieser R-Rated-Fassung und wurde 1993 von der FSK ab 18 Jahren freigegeben.
- Die VHS-Fassung vom CIC Videoverleih Frankfurt entspricht ebenfalls der R-Rated-Fassung und war indiziert (BAnz. Nr. 224 vom 30. November 1994).
- Alle Auflagen der deutschen Kauf-DVD enthalten die Unrated-Fassung (engl. für ungeprüft). Diese wurde nicht für eine MPAA-Freigabe gekürzt oder zensiert. In dieser sind zahlreiche Gewaltszenen im Vergleich zur Kinofassung expliziter dargestellt, zudem sind manche Einstellungen aus einem anderen Winkel gefilmt. Wenige kurze Sätze sind in der Unrated-Fassung als Originaltonspur belassen.[4]
- Die deutsche DVD wurde nicht von der FSK geprüft, sondern nur juristisch durch die SPIO/JK.
- Die US-amerikanische DVD enthält, im Gegensatz zu fast allen anderen Veröffentlichungen weltweit, nur die fürs Kino zensierte R-Rated-Fassung.
- Im September 2016 wurde die Indizierung des Films vorzeitig aufgehoben und die US-Unrated-Fassung ungeschnitten von der FSK ab 18 Jahren freigegeben.[5]
- 2016 entstand unter der Regie von Roel Reiné Hard Target 2. Die Hauptrolle übernahm Scott Adkins.

## Kritiken
James Berardinelli schrieb auf ReelViews, der Film könne einer Beurteilung nach „typischen“ Kriterien kaum standhalten. Die Handlung sei „der Gipfel der Absurdität“, die Entwicklung der Charaktere „dürftig“ und das Schauspiel „deutlich übertrieben“. Dennoch werde Harte Ziele diejenigen, die mit den richtigen Erwartungen an den Film herangehen, zufriedenstellen. Berardinelli lobte die „überwältigende“ Choreografie der Actionsequenzen.

„Ein lediglich an der Vorführung ausgeklügelter Tötungsarten und neuester Handfeuerwaffen interessierter Actionfilm, der in seiner unreflektierten ‚Benutzung‘ gesellschaftlicher Randgruppen menschenverachtend ist und durch seine unverhohlene Aufforderung zur Selbstjustiz gewaltverherrlichend wirkt. Angelegt als aufwendiges Videospiel vor dem Hintergrund eines absurden Männlichkeitswahns, entzieht sich der oberflächlich temporeiche Film jedem inhaltlichen Diskurs.“

„Einer der besten Van-Damme-Filme aller Zeiten. Die spektakulären Kampfeinlagen und die haarsträubende Story ergeben einen grandiosen Mix. Lance Henriksen, bekannt aus einigen Alien-Filmen, und Arnold Vosloo, bekannt aus ‚Die Mumie‘, liefern eine geniale Leistung als skrupellose Menschenjäger ab. Toll ist auch der Cameo von Ted Raimi als Mann auf der Strasse.“

„Das US-Debüt von Hongkongs Action-Magier John Woo enttäuscht mit eindimensionalen Figuren und einer tumben Story. Fazit: Brachiales Action-Inferno, mehr nicht.“

„Noch nie zuvor wurde Jean-Claude Van Damme derart effektiv in Szene gesetzt wie von Kultregisseur John Woo. Bei dessen Hollywood-Debüt, einer Art Remake von ‚Graf Zaroff – Genie des Bösen‘, zieht er alle Register seines Könnens. Woo serviert ein Actionspektakel, dessen Rasanz seinesgleichen sucht.“